# بيغ ثيف
بيغ ثيف (بالإنجليزية: Big Thief)‏ هي فرقة إيندي روك أمريكية تأسست في 2015 وأصدرت ألبومها الأول في 27 مايو 2016.

## روابط خارجية
بيغ ثيف على موقع ميوزك برينز (الإنجليزية)
- بيغ ثيف على موقع أول ميوزيك (الإنجليزية)
- بيغ ثيف على موقع ديسكوغز (الإنجليزية)